# فوجیوارا نو موروسوکه
فوجیوارا نو موروسوکه ((به ژاپنی: 藤原 師輔 Fujiwara no Morosuke)؛ ۱۱ ژانویه ۹۰۹ – مه ۳۱, ۹۶۰) سیاستمدار دوره هی‌آن اهل ژاپن بود.